# Oakwood Memorial Park Cemetery
Historic Chatsworth Community Church located on grounds of Oakwood Memorial Park
O Oakwood Memorial Park Cemetery é um cemitério localizado em 22601 Lassen Street, Chatsworth, Los Angeles, Califórnia. É o local de sepultamento de diversas estrelas do cinema, como Fred Astaire, Ginger Rogers, Gloria Grahame e Stephen Boyd.

## Sepultamentos notáveis
Dentre os sepultamentos notáveis incluem-se:
- Adele Astaire (1897–1981), atriz, dançarina
- Fred Astaire (1899–1987), ator, cantor, dançarino
- James S. Bealle (1911–1971), vice-presidente do Los Angeles Dodgers
- Dehl Berti (1921–1991), ator
- Derya Arbaş (1968–2003), atriz
- Stephen Boyd (1928–1977), ator
- Scott Bradley (1891-1977), compositor
- Bob Crane (1928-1978), ator (antigo local de sepultamento)[2]
- Grace Cunard (1893–1967), atriz
- Lloyd G. Davies, membro do Los Angeles City Council, 1943–1951
- Frank Kelly Freas (1922–2005), ilustrador
- Gloria Grahame (1923–1981), atriz
- Raymond Greenleaf (1892–1963), ator
- Russell Hayden (1912–1981), ator
- Jack Ingram (1902–1969), ator
- Al Jennings (1863–1961), ator
- Adele Jergens (1917–2002), atriz
- Milton Kibbee (1896–1970), ator
- Trinity Loren (1964–1998), estrela de filmes adultos
- Dorothy Mackaye (1899–1940), atriz
- Anthony Magro (1923–2004), ator
- Montie Montana (1910–1998), cowboy
- Freddie Perren (1943–2004), compositor
- Floyd Roberts (1900–1939), vencedor das 500 Milhas de Indianápolis
- Ginger Rogers (1911–1995), atriz, cantora, dançarina
- Robert F. Simon (1908–1992), ator
- Carl Skelton (1916-1978), auditor da Paramount Pictures, (1937-1973)
- Ted Snyder (1881–1965), compositor
- Ken Terrell (1904–1966), ator
- Henry Victor (1892–1945), ator
- Gregory Walcott (1928–2015), ator
- Nydia Westman (1902–1970), atriz
- Dallas Willard (1935–2013), filósofo cristão